# Психологический эксперимент
Психологический эксперимент — проводимый в специальных условиях опыт для получения новых научных знаний о психологии посредством целенаправленного вмешательства исследователя в жизнедеятельность испытуемого.
Различными авторами понятие «психологический эксперимент» трактуется неоднозначно, зачастую под экспериментом в психологии рассматривается комплекс разных самостоятельных эмпирических методов (собственно эксперимент, наблюдение, опрос, тестирование). Однако традиционно в экспериментальной психологии эксперимент считается самостоятельным методом.
В рамках психологического консультирования, психологическим экспериментом называют специально созданную ситуацию, предназначенную для более целостного (в различных модальностях) переживания клиентом собственного опыта.

## Специфика психологического эксперимента
В психологии экспериментальное исследование обладает своей спецификой, позволяющей рассматривать его отдельно от исследований в других науках. Специфика психологического эксперимента заключается в том, что:
- Психику как конструкт невозможно непосредственно наблюдать и о её деятельности можно узнать, лишь основываясь на её проявлениях, к примеру, в виде определённого поведения.
- При изучении психических процессов считается невозможным выделить какой-то один из них, и воздействие всегда происходит на психику в целом (или, с современной точки зрения, на организм как единую неделимую систему).
- В экспериментах с людьми (а также некоторыми высшими животными, например, приматами) происходит активное взаимодействие между экспериментатором и испытуемым.
- Данное взаимодействие, в том числе, делает необходимым наличие инструкции испытуемому (что, очевидно, нехарактерно для естественнонаучных экспериментов).

## Общие сведения
Роберт Вудвортс, опубликовавший свой классический учебник по экспериментальной психологии («Experimental psychology», 1938), определял эксперимент как упорядоченное исследование, в ходе которого исследователь непосредственно изменяет некий фактор (или факторы), поддерживает остальные неизменными и наблюдает результаты систематических изменений. Отличительной особенностью экспериментального метода он считал управление экспериментальным фактором, или, по терминологии Вудвортса, «независимой переменной», и отслеживание его влияния на наблюдаемое следствие, или «зависимую переменную». Целью экспериментатора считается сохранение постоянными всех условий, за исключением одного — независимой переменной.
В упрощённом примере независимую переменную можно рассматривать как некий релевантный стимул (St(r)), силу которого варьирует экспериментатор, в то время, как зависимая переменная — реакция (R) испытуемого, его психики (P) на воздействие этого релевантного стимула.
Однако, как правило, именно искомая стабильность всех условий, кроме независимой переменной, в психологическом эксперименте недостижима, так как практически всегда помимо этих двух переменных присутствуют и дополнительные переменные, систематические иррелевантные стимулы (St(1)) и случайные стимулы (St(2)), ведущие соответственно к систематическим и случайным ошибкам. Таким образом окончательное схематическое изображение экспериментального процесса выглядит так:
Следовательно, в эксперименте можно выделить три вида переменных:
1. Независимая переменная
2. Зависимая переменная
3. Дополнительные переменные (или внешние переменные)

Итак, экспериментатор пытается установить функциональную зависимость между зависимой и независимой переменной, что выражается в функции R=f(St(r)), попытавшись при этом учесть систематическую ошибку, возникшую вследствие воздействия иррелевантных стимулов (примерами систематической ошибки можно назвать фазы Луны, время суток и др.). Для уменьшения вероятности воздействия случайных ошибок на результат исследователь стремится проводить серию опытов (примером случайной ошибки, может быть, например, усталость или же попавшая в глаз испытуемому соринка).

### Основная задача экспериментального исследования
Общая задача психологических экспериментов заключается в том, чтобы установить наличие связи R=f(S, P) и, по возможности, вид функции f (бывают различные виды связи — причинно-следственные, функциональные, корреляционные и др.). В данном случае, R — реакция испытуемого, S — ситуация, а P — личность испытуемого, психика, или «внутренние процессы». То есть, грубо говоря, так как психические процессы невозможно «увидеть», в психологическом эксперименте на основании реакции испытуемых на стимулирование, регулируемое экспериментатором, делается какой-либо вывод о психике, психических процессах или личности испытуемого.

### Этапы эксперимента
В каждом эксперименте можно выделить следующие этапы. 
Первый этап — постановка задачи и цели, а также построение плана эксперимента. 
План эксперимента должен строиться с учётом накопленных знаний и отражать актуальность проблемы.
Второй этап — собственно процесс активного воздействия на окружающий мир, в результате чего накапливаются объективные научные факты. 
Получению этих фактов в значительной степени способствует правильно подобранная методика эксперимента. 
Как правило, метод эксперимента формируется на основе тех трудностей, которые необходимо устранить, чтобы решить задачи, поставленные в эксперименте. 
Методика, разработанная для одних экспериментов, может оказаться пригодной и для других экспериментов, то есть приобрести универсальное значение.

### Валидность в психологическом эксперименте
Как и в естественнонаучных экспериментах, так и в психологических краеугольным камнем считается понятие валидности: если эксперимент валиден, учёные могут обладать некоторой уверенностью в том, что ими было измерено именно то, что они хотели измерить. Предпринимается множество мер для того, чтобы соблюдать все виды валидности. Однако быть абсолютно уверенным в том, что в каком-то, даже самом продуманном, исследовании можно совершенно соблюсти все критерии валидности, невозможно. Полностью безупречный эксперимент недостижим.

## Классификации экспериментов

### В зависимости от условий проведения выделяют
- Лабораторный эксперимент - условия специально организуются экспериментатором. Основная задача обеспечить высокую внутреннюю валидность. Характерно выделение единичной независимой переменной. Основной способ контроля внешних переменных — элиминация (устранение). Внешняя валидность ниже чем в полевом эксперименте.
- Полевой, или естественный эксперимент — эксперимент проводится в условиях, которые экспериментатор не контролирует. Основная задача обеспечить высокую внешнюю валидность. Характерно выделение комплексной независимой переменной. Основные способы контроля внешних переменных — рандомизация (уровни внешних переменных в исследовании точно соответствуют уровням этих переменных в жизни то есть за пределами исследования) и константность (сделать уровень переменной одинаковым для всех участников). Внутренняя валидность как правило ниже, чем в лабораторных экспериментах.

### В зависимости от результата воздействия выделяют
Констатирующий эксперимент — экспериментатор не изменяет свойства участника необратимо, не формирует у него новых свойств и не развивает те, которые уже существуют.
Формирующий эксперимент — экспериментатор изменяет участника необратимо, формирует у него такие свойства, которых раньше не было или развивает те, которые уже существовали.
Патопсихологический эксперимент — целью эксперимента ставится задача качественной и количественной оценки основных процессов мышления; экспериментатор, как правило, не интересуется непосредственными результатами тестирования, так как в ходе эксперимента проводится исследование способа достижения результата.

### В зависимости от уровня осознанности
В зависимости от уровня осознанности эксперименты также можно разделить на
- те, в которых испытуемому даются полные сведения о целях и задачах исследования,
- те, в которых в целях эксперимента некоторая информация о нём от испытуемого утаивается или искажается (например, когда необходимо, чтобы испытуемый не знал об истинной гипотезе исследования, ему могут сообщить ложную),
- и те, в которых испытуемому неизвестно о целях эксперимента или даже о самом факте эксперимента (например, эксперименты с привлечением детей).

## Организация эксперимента

### Безупречный эксперимент
Ни один эксперимент ни в одной науке не способен выдержать критики сторонников «абсолютной» точности научных выводов. Однако как эталон совершенства Роберт Готтсданкер ввёл в экспериментальную психологию понятие «безупречный эксперимент» — недостижимый идеал эксперимента, полностью удовлетворяющий трём критериям (идеальности, бесконечности, полного соответствия), к приближению к которому должны стремиться исследователи.
Безупречный эксперимент — невоплотимая на практике модель эксперимента, используемая психологами-экспериментаторами в качестве эталона. В экспериментальную психологию данный термин ввёл Роберт Готтсданкер, автор известной книги «Основы психологического эксперимента», считавший, что использование подобного образца для сравнения приведёт к более эффективному совершенствованию экспериментальных методик и выявлению возможных ошибок в планировании и проведении психологического эксперимента.

#### Критерии безупречного эксперимента
Безупречный эксперимент, по Готтсданкеру, должен удовлетворять трём критериям:
- Идеальный эксперимент (изменяются только независимая и зависимая переменные, отсутствует влияние на неё внешних или дополнительных переменных)
- Бесконечный эксперимент (эксперимент должен продолжаться бесконечно, так как всегда остаётся возможность проявления ранее неизвестного фактора)
- Эксперимент полного соответствия (экспериментальная ситуация должна быть полностью тождественна тому, как бы она происходила «в действительности»)

### Взаимодействие между экспериментатором и испытуемым
Проблема организации взаимодействия между экспериментатором и испытуемым считается одной из основных, порождённых спецификой психологической науки. В качестве самого распространённого средства непосредственной связи между экспериментатором и испытуемым рассматривают инструкцию.

#### Инструкция испытуемому
Инструкция испытуемому в психологическом эксперименте даётся для того, чтобы увеличить вероятность, что испытуемый адекватно понял требования экспериментатора, поэтому в ней даётся чёткая информация относительно того, как испытуемый должен себя вести, что его просят делать. Для всех испытуемых в пределах одного эксперимента даётся одинаковый (или равноценный) текст с одинаковыми требованиями. Однако в силу индивидуальности каждого субъекта, в экспериментах перед психологом стоит задача обеспечения адекватного понимания инструкции человеком. Примеры различия между испытуемыми, которые обуславливают целесообразность индивидуального подхода:
- одним испытуемым достаточно прочитать инструкцию один раз, другим — несколько раз,
- одни испытуемые нервничают, а другие остаются хладнокровными,
- и т. д.

Требования к большинству инструкций:
- Инструкция должна объяснять цель и значение исследования
- Она должна чётко изложить содержание, ход и детали опыта
- Она должна быть подробной и в то же время достаточно лаконичной

#### Проблема выборки
Другая задача, которая стоит перед исследователем, это формирование выборки. Исследователю прежде всего необходимо определить её объём (количество испытуемых) и состав, при этом выборка должна быть репрезентативна, то есть исследователь должен иметь возможность распространить выводы, сделанные по результатам исследования данной выборки, на всю генеральную совокупность, из которой была собрана эта выборка. Для этих целей существуют различные стратегии отбора выборок и формирования групп испытуемых. Очень часто для простых (однофакторных) экспериментов формируются две группы — контрольная и экспериментальная. В некоторых ситуациях бывает достаточно сложно отобрать группу испытуемых, не создав при этом систематической ошибки отбора.

## Этапы психологического эксперимента
Общая модель проведения психологического эксперимента соответствует требованиям научного метода. При проведении целостного экспериментального исследования выделяют следующие этапы:
1. Первичная постановка проблемы
  - Постановка психологической гипотезы
2. Работа с научной литературой
  - Поиск определений базовых понятий
  - Составление библиографии по тематике исследования
3. Уточнение гипотезы и определение переменных
  - Определение экспериментальной гипотезы
4. Выбор экспериментального инструмента, позволяющего:
  - Управлять независимой переменной
  - Регистрировать зависимую переменную
5. Планирование экспериментального исследования
  - Выделение дополнительных переменных
  - Выбор экспериментального плана
6. Формирование выборки и распределение испытуемых по группам в соответствии с принятым планом
7. Проведение эксперимента
  - Подготовка эксперимента
  - Инструктирование и мотивирование испытуемых
  - Собственно экспериментирование
8. Первичная обработка данных
  - Составление таблиц
  - Преобразование формы информации
  - Проверка данных
9. Статистическая обработка
  - Выбор методов статистической обработки
  - Преобразование экспериментальной гипотезы в статистическую гипотезу
  - Проведение статистической обработки
10. Интерпретация результатов и выводы
11. Фиксация исследования в научном отчёте, статье, монографии, письме в редакцию научного журнала

## Преимущества эксперимента как метода исследования
Можно выделить следующие основные преимущества, которыми обладает метод эксперимента в психологических исследованиях:
- Возможность выбрать момент начала события
- Повторяемость изучаемого события
- Изменяемость результатов путём сознательного манипулирования независимыми переменными
- Обеспечивается высокая точность результатов
- Возможны повторные исследования в аналогичных условиях

## Методы контроля
1. Метод исключения (если известен определённый признак — дополнительная переменная, то его можно исключить).
2. Метод выравнивания условий (используется, когда известен тот или иной вмешивающийся признак, но его избежать нельзя).
3. Метод рандомизации (применяется в случае, если влияющий фактор не известен и избежать его воздействия невозможно). Способ перепроверки гипотезы на разных выборках, в разных местах, на разных категориях людей и т. п.

## Критика экспериментального метода
Сторонники неприемлемости экспериментального метода в психологии опираются на следующие положения:
- Субъект-субъектное отношение нарушает научные правила
- Психика обладает свойством спонтанности
- Психика слишком непостоянна
- Психика слишком уникальна
- Психика — слишком сложный объект исследования

## Психолого-педагогический эксперимент
Психолого-педагогический эксперимент, или формирующий эксперимент — это специфический исключительно для психологии вид эксперимента, в котором активное воздействие экспериментальной ситуации на испытуемого должно способствовать его психическому развитию и личностному росту.
Психолого-педагогический эксперимент требует очень высокой квалификации со стороны экспериментатора, так как неудачное и некорректное использование психологических методик может привести к негативным для испытуемого последствиям.
Психолого-педагогический эксперимент является одним из видов психологического эксперимента.
В ходе психолого-педагогического эксперимента, предполагается формирование определённого качества (именно поэтому он ещё называется "формирующий") обычно участвуют две группы: экспериментальная и контрольная. Участникам экспериментальной группы предлагается определённое задание, которое (по мнению экспериментаторов) будет способствовать формированию заданного качества. Контрольной группе испытуемых данное задание не предоставляется. В конце эксперимента две группы сравниваются между собой для оценки полученных результатов.
Формирующий эксперимент как метод появился благодаря теории деятельности (А.Н. Леонтьев, Д.Б. Эльконин и др.), в которой утверждается идея о первичности деятельности по отношению к психическому развитию. В ходе формирующего эксперимента активные действия совершают как испытуемые, так и экспериментатор. Со стороны экспериментатора необходима высокая степень вмешательства и контроля над основными переменными. Это отличает эксперимент от наблюдения или экспертизы.

## Естественный эксперимент
Естественный эксперимент, или полевой эксперимент, — в психологии это вид эксперимента, который проводится в условиях обычной жизнедеятельности испытуемого с минимумом вмешательства экспериментатора в этот процесс.
При проведении полевого эксперимента сохраняется возможность, если это позволяют этические и организационные соображения, оставить испытуемого в неведении о своей роли и участии в эксперименте, что имеет преимущество в том, что на естественность поведения испытуемого не скажется факт проведения исследования.
Этот метод специфичен тем, что возможности экспериментатора по контролю дополнительных переменных ограничены.
Данный тип психологического эксперимента используется, например, во многих исследованиях по социальной психологии.
Один из авторов разработки — Александр Фёдорович Лазурский

## Лабораторный эксперимент
Лабораторный эксперимент, или искусственный эксперимент, проводится в искусственно созданных условиях (в рамках научной лаборатории) и в котором, по мере возможности, обеспечивается взаимодействие исследуемых субъектов только с теми факторами, которые интересуют экспериментатора. Исследуемыми субъектами считаются испытуемые или группа испытуемых, а интересующие исследователя факторы называются релевантными стимулами.
Специфика, отличающая психологический лабораторный эксперимент от экспериментов в других науках, состоит в субъект-субъектном характере отношений между экспериментатором и испытуемым, выражающемся в активном взаимодействии между ними.
Лабораторный эксперимент ставят в тех случаях, когда исследователю необходимо обеспечить максимально возможный контроль над независимой переменной и дополнительными переменными. Дополнительными переменными называют иррелевантные, или нерелевантные, и случайные стимулы, в естественных условиях которые контролировать намного сложнее.

### Контроль над дополнительными переменными
В качестве контроля над дополнительными переменными исследователь должен осуществлять:
- Выяснение всех нерелевантных факторов, какие возможно выявить;
- По возможности — сохранение этих факторов неизменными в процессе эксперимента;
- Отслеживание изменения нерелевантных факторов в течение эксперимента.

## Патопсихологический эксперимент
Патопсихологический диагностический эксперимент имеет специфические отличия от традиционного тестового метода исследования в плане процедуры исследования и анализа результатов исследования по качественным показателям (отсутствие временного ограничения выполнения задания, исследование способа достижения результата, возможности использования помощи экспериментатора, речевые и эмоциональные реакции во время выполнения задания и т. п.). Хотя сам стимульный материал методик может оставаться классическим. Именно это отличает патопсихологический эксперимент от традиционного психологического и психометрического (тестового) исследования. Анализ протокола патопсихологического исследования — особая технология, требующая определенных навыков, а сам «Протокол — душа эксперимента».
Одним из основных принципов построения экспериментальных приёмов, направленных на исследование психики больных, является принцип моделирования обычной психической деятельности, осуществляемой человеком в труде, учении, общении. Моделирование заключается в том, что вычленяются основные психические акты и действия человека и провоцируется или, лучше сказать, организуется выполнение этих действий в непривычных, несколько искусственных условиях.
Количество и качество такого рода моделей очень многообразны; здесь и анализ, и синтез, и установление различных связей между предметами, комбинирование, расчленение и т. д. Практически большинство экспериментов заключается в том, что больному предлагают выполнить какую-либо работу, предлагают ему ряд практических заданий либо действий «в уме», а затем тщательно регистрируют, каким способом больной действовал, а если ошибался, то чем были вызваны и какого типа были эти ошибки.

## Известные психологические эксперименты
- Эксперимент Милгрэма
- Стэнфордский тюремный эксперимент
- Эффект Валинса